# Hooligans (film)
Hooligans, ook verschenen als Green Street Hooligans, is een misdaad-drama uit 2005 onder regie van Lexi Alexander.

## Verhaal
Matt Buckner is een student journalistiek die van Harvard wordt gestuurd nadat er drugs werd aangetroffen in zijn kamer. Hoewel deze drugs niet van hem maar van zijn kamergenoot Jeremy Van Holden zijn, heeft hij niet de moed om zijn definitieve schorsing aan te klagen, omdat hij er bij voorbaat van uitgaat dat hij geen kans maakt tegenover de rijke familie Van Holden.
Omdat hij zijn vader - een befaamde journalist - niet kan bereiken, gaat hij naar zijn zus Shannon die met haar man Steve Dunham in Groot-Brittannië woont. Daar maakt hij kennis met Steves broer, Pete, die hem mee moet nemen naar een voetbalwedstrijd die avond van West Ham United, omdat Steve plannen had met Shannon. Deze gebeurtenis zou Matts leven veranderen.
Na een klein handgemeen tussen Matt en Pete, omdat deze laatste niet van plan was Matt mee te nemen, krijgt Pete sympathie voor Matt, en besluit hem toch mee te nemen. Vervolgens gaan ze naar de Abbey, Petes stamcafé, waar Matt kennis maakt met Petes vrienden, Ned, Ike, Dave, Swill, Mike en Keith, waarna ze samen naar het stadion trekken. Na de match neemt Matt afscheid van de rest, omdat deze van plan zijn de rivaliserende supporterskern op te zoeken. Wanneer hij door een steegje loopt wordt hij opeens aangevallen door enkelen van deze kern, die hem, na zijn accent gehoord te hebben, vragen wat een "Yank" bij de GSE te zoeken heeft. Ondanks het feit dat Matt zegt deze niet te kennen en gewoon een toerist te zijn, besluiten ze hem een "Chelsea Grin" te geven, waarbij ze een creditcard tussen zijn mondhoeken plaatsen met de bedoeling dat deze zijn kaken zou doen scheuren als ze hem stampen of trappen. Pete en zijn vrienden arriveren echter opeens, klaarblijkelijk moeten ze hebben gemerkt dat Matt gevolgd werd, en slaan diens belagers neer. Eén ontkomt echter, en nadat ze deze achtervolgen komt er opeens een bende van ongeveer dertig man aan. Dit wordt Matts eerste gevecht, en hoewel hij bij de eerste slag al neervalt, staat hij op en slaat zijn belager en nog enkele anderen bewusteloos. Juist op het moment dat Pete en de zijnen toch het onderspit lijken te delven tegen de overmacht, komt er opeens een hele groep supporters van hun club aangelopen, aangevoerd door Bovver, Petes rechterhand, die de rivaliserende clan overrompelen.
Na dit gevecht blijft Matt bij Pete overnachten, en komt hij er de daaropvolgende dag achter wat de GSE is. De GSE blijkt een firm te zijn, een harde kern supporters, die de rivaliserende firms uitdaagt na afloop van een match. GSE staat voor Green Street Elite, en staat onder de leiding van Pete. Ook heeft Pete niets anders dan lof voor zijn voorganger, de zogenaamde Major, legendarisch in het milieu. Ook komt hij erachter dat de firm van Millwall hun aartsvijand is, omdat de twaalfjarige zoon van de leider, Tommy Hatcher, omkwam tijdens een gevecht tussen de GSE en Millwall. Wanneer Pete met Matt vervolgens weer arriveert bij Shannon, worden ze buitengeworpen door Steve, nadat deze Pete aanviel na een denigrerende opmerking, en Matt het voor Pete opneemt. Dit voorval zorgt er niet enkel voor dat Matt bij Pete gaat intrekken, maar creëert ook het begin van een hechte vriendschapsband tussen Matt en Pete.
Na zijn eerste gevecht wordt Matt nu min of meer opgenomen in de groep, behalve Bovver blijkt een probleem met Matt te hebben, vooral omdat deze zo goed kan opschieten met Pete en Bovver zich wat opzijgeschoven voelt. Hij zoekt daarom op een avond, wanneer hij er even niet meer tegen kan dat Matt zo populair is, onrechtstreeks de firm van Millwal op, met als leider nog altijd Tommy Hatcher. Veel gebeurt hier echter niet, vermits deze bende snel het hazenpad moet kiezen nadat Tommy het hoofd van een man wiens vrouw hem irriteerde een aantal keer tegen een tafel sloeg. Na een groot gevecht tegen de firm van Manchester United lijkt Bovver zijn jaloezie weggeëbd, vooral ook omdat Matt zich hierin echt bewezen heeft.
Door zijn nieuwe levensstijl is Matt niet langer de jongen die te weinig zelfvertrouwen had om zijn schorsing aan te vechten, hij is nu zelfverzekerd en overtuigd van zijn capaciteiten, die hij dan ook ten volle benut. Juist nu hij dan ook zijn leven weer op de rails heeft daagt zijn vader op, die voor enkele dagen bij Shannon logeert. Hij probeert Matt te overtuigen zijn schorsing weer aan te vechten, maar Matt wil zijn nieuwe leven niet opgeven, en deels uit rebellie slaat hij het aanbod van zijn vader om dit samen te doen af. Hij stemt wel toe om een bezoekje te brengen aan een vriend van zijn vader, de hoofdredacteur van The Times, om hem een plezier te doen, en omdat ze daarna dan samen naar Shannon kunnen gaan. Een ander lid van de GSE, Ned, ziet hen echter samen binnengaan, veronderstelt dat Matt een undercoverjournalist is en brengt Bovver meteen op de hoogte, wiens rancuneuze gevoelens meteen weer de kop op steken. Samen besluiten ze samen met nog een ander lid, Keith, na hun werk naar Petes flat te gaan om Matt hierover aan te pakken. Wanneer ze echter arriveren is Matt er nog niet, enkel Pete is thuis. Ze vinden zijn laptop en vinden hierop Matts dagboek, maar denken dat dit een soort van artikel is. Hierop besluiten ze Matt een lesje te leren.
Diezelfde dag wordt er ook geloot voor de kwartfinale van de FA Cup. West Ham United wordt geloot tegen hun aartsrivaal Millwall. Wanneer Matt dit van Steve verneemt besluit hij snel naar de Abbey te gaan, niet wetende dat Pete, Bovver, Ned en Keith naar hem op zoek zijn om hem hardhandig te confronteren met zijn "verraad". Ondertussen komt Steve er toevallig achter dat Matt journalistiek studeerde aan Harvard, en wetende hoe de supporters in de Abbey denken over journalisten wil hij hem gaan waarschuwen. Wanneer hij Matt aantreft wordt hij echter herkend door iemand, waarna het even stil is en Terry, de uitbater, hem tot Matts verbazing aanspreekt als "de Major". Blijkt dat Steve dus de legendarische Major is, en hij vertelt Matt over zijn verleden, en hoe hij het hooliganisme vaarwel zei na de dood van Tommy Hatchers zoon.
Op dat moment komen Pete en zijn gezelschap ook toe, en Bovver gaat meteen over tot de aanval. Steve komt tussenbeide, zeggend dat Matt journalistiek studeerde maar al lang gestopt is en een van de mannen bij The Times gewoon zijn vader is. Dan slaan Bovvers stoppen door, en wanneer Steve zijn vraag afwijst om een nieuwe leider te verkiezen, vertrekt hij ziedend naar het stamcafé van Tommy Hatcher. Hij doet dit met de bedoeling dat ze Matt een lesje zouden leren, maar omdat Tommy in eerste instantie weigert, vermeld Bovver dat Steve ook aanwezig is. Tommy, die Steve verantwoordelijk acht voor de dood van zijn zoon, ziet hierin zijn kans schoon om wraak te nemen. In de Abbey aangekomen met een molotov-cocktail in de hand, krijgt hij Steve al gauw in het vizier, en steekt hem met een gebroken fles in de keel. Hevig bloedend wordt Steve naar het ziekenhuis gebracht maar hij overleeft, maar Shannon besluit terug naar Amerika te gaan omdat het hier nu niet meer veilig is voor haar en hun zoontje Ben. Pete is razend op Bovver, en zet hem uit de GSE en zijn vriendenkring, en zegt hem voor niets meer nodig te hebben.
Pete wil wraak voor de laffe aanslag op zijn broer, en daarop besluiten hij en de rest van de GSE een vechtpartij te organiseren met de firm van Millwall op een afgelegen bouwterrein, om eens en voor altijd alles af te handelen. Matt, die in eerste instantie niet mee zou gaan op vraag van Shannon en Pete, vervoegt hen op het allerlaatste moment. Aangekomen op het bouwterrein staat de firm van Millwall hen al op te wachten, en al gauw barst de strijd los. Wanneer Pete dreigt afgemaakt te worden met een ploertendoder door Tommy Hatcher, daagt Bovver op die Tommy voor een tijdje buiten strijd slaagt. Op dat moment komt Shannon, die Matt wou tegenhouden om toch te gaan, het terrein opgereden. Tommy's rechterhand loopt meteen naar de wagen, Matt gaat hem achterna maar moet het onderspit delven. Pete draagt Bovver op hem te gaan helpen en het gezin van zijn broer te redden, om het weer goed te maken. Wanneer Pete ziet dat Tommy Hatcher weer voldoende bekomen is en nu ook in de richting van de auto loopt, roept hij hem, en in een ultieme poging om hem bij de auto vandaan te houden, verwijt hij Tommy dat het enkel zijn eigen verantwoordelijkheid is dat zijn zoon is omgekomen. Deze wordt razend, werkt Pete met een kopstoot tegen de grond, en blijft slaan, zelfs wanneer Pete al overduidelijk bewusteloos is. Ned en Ike sleuren Tommy weg, maar Pete is overleden.
Dit hele gebeuren heeft van Matt een totaal nieuwe persoon gemaakt. Hij besluit zijn plaats op Harvard weer op te eisen. Wanneer hij Jeremy, die ondertussen verslaafd is aan cocaïne, laat zeggen dat hij verantwoordelijk is voor de drugs en niet Matt, heeft hij "zijn retourticket voor Harvard" weer op zak. Jeremy onderneemt een zielige poging om de dictafoon waarmee Matt het gesprek opnam af te nemen, maar is totaal geen partij meer voor Matt.
Herboren stapt Matt naar buiten, het clublied van West Ham United zingend.

## Rolverdeling
| Acteur            | Rol                    |
| ----------------- | ---------------------- |
| Elijah Wood       | Matt Buckner           |
| Charlie Hunnam    | Pete Dunham            |
| Leo Gregory       | Bovver                 |
| Claire Forlani    | Shannon Buckner Dunham |
| Marc Warren       | Steve Dunham           |
| Ross McCall       | Dave                   |
| Rafe Spall        | Swill                  |
| Kieran Bew        | Ike                    |
| Geoff Bell        | Tommy Hatcher          |
| Oliver Allison    | Ben Dunham             |
| James Allison     | Ben Dunham             |
| Terence Jay       | Jeremy Van Holden      |
| Scott Christie    | Ricky                  |
| Joel Beckett      | Terry                  |
| David Alexander   | Nigel                  |
| David Carr        | Clives                 |
| Jacob Gaffney     | Todd                   |
| Henry Goodman     | Carl Buckner           |
| Christopher Hehir | Keith                  |
| Jamie Kenna       | Big Marc               |
| Johnny Palmiero   | Garry                  |
| Francis Pope      | Ned                    |